# Gleisdreieck
Gleisdreieck ("Spoordriehoek") is de naam van een metrostation en een voormalig spoorwegterrein in het uiterste westen van de Berlijnse wijk Kreuzberg. De naam Gleisdreieck stamt van de spoordriehoek die de drie takken van het "stamtracé" van de Berlijnse metro met elkaar verbond. Na een ernstig ongeval werd de spoordriehoek in 1912 vervangen door een kruisingsstation met twee niveaus. Het metrostation Gleisdreieck, een beschermd monument, wordt bediend door de lijnen U1, U2 en U3.

## Ligging
De Gleisdreieck bestaat uit een (nog) grotendeels braakliggend terrein van 35 hectare, dat globaal begrensd wordt door de Flottwell- en de Dennewitzstraße (west), het Landwehrkanaal (noord), de Möckernstraße (oost) en de Yorckstraße (zuid). Vroeger werd dit gebied beslagen door de goederenstations van het Potsdamer en het Anhalter Bahnhof. Onder de Gleisdreick verlopen de Tiergartenspoorwegtunnel en de noord-zuidtunnel van de S-Bahn. In de noordoosthoek van het gebied bevindt zich sinds 1982 het Deutsches Technikmuseum, het noordwesten is in 2005 als golfterrein ingericht. In augustus 2006 begon de herinrichting van de Gleisdreieck als parkgebied, het zogenaamde Park auf dem Gleisdreieck. Aan de aanleg van het park gingen jaren van burgerinspraak over de inrichting van het terrein vooraf, onder andere via het internet.

## Geschiedenis
De spoordriehoek waaraan de Gleisdreieck zijn naam dankt kwam gereed in februari 1902 en verbond een aftakking naar Potsdamer Platz met de van oost naar west lopende stamlijn Warschauer Brücke - Knie. De driehoek zorgde ervoor dat treinen uit elke richting in elke andere richting konden rijden, maar de capaciteit van de kruising was beperkt. Bovendien kon een onoplettende metrobestuurder voor een ramp zorgen indien hij een sein negeerde. Op 26 september 1908 gebeurde er daadwerkelijk een ongeluk: een treinstel botste tegen de zijkant van een andere trein, waardoor twee wagons ontspoorden en van het viaduct naar beneden stortten; 21 mensen kwamen om het leven. Naar aanleiding van het ongeval werd besloten de spoordriehoek om te bouwen.

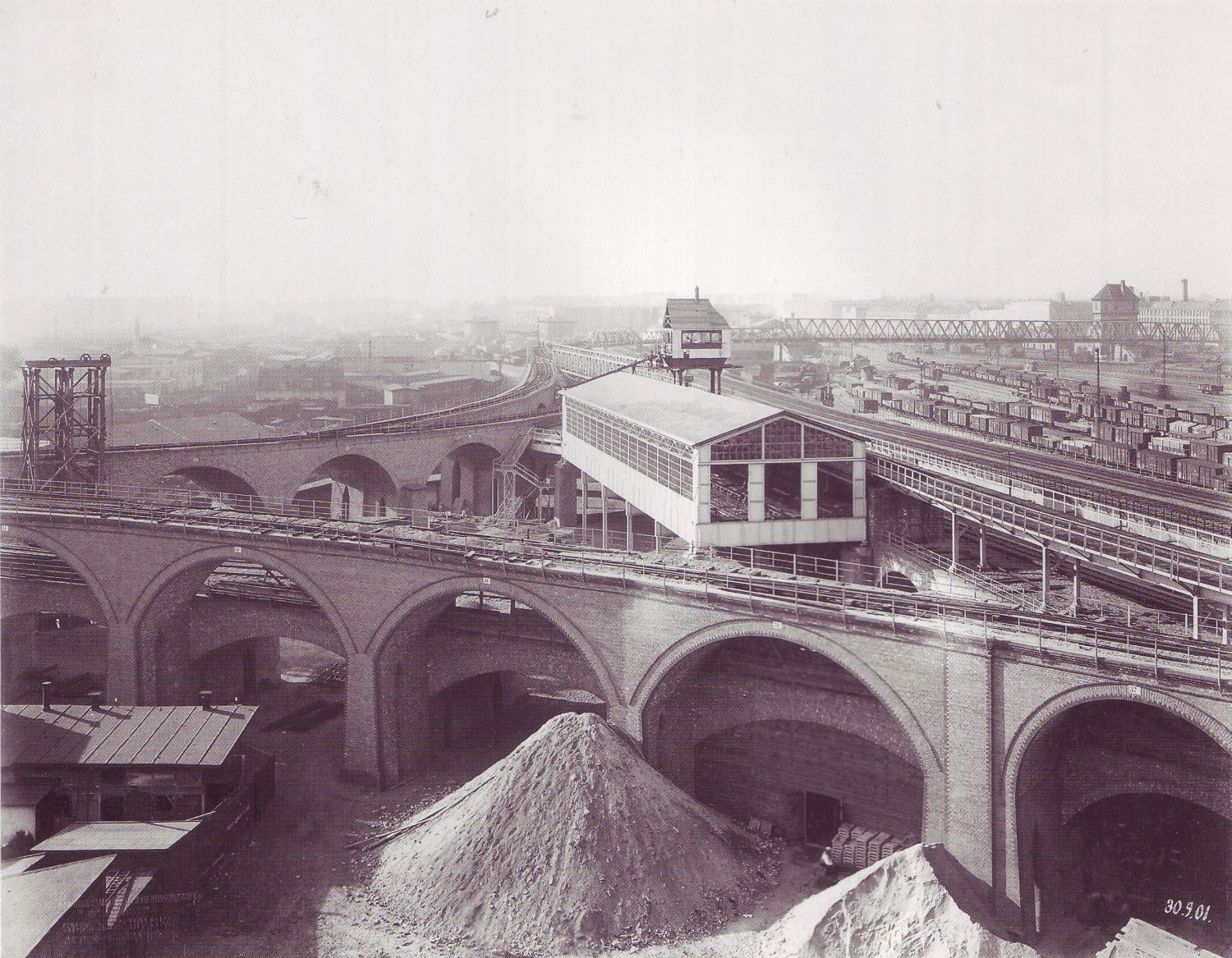
De spoordriehoek in 1901

In plaats van de gelijkvloerse splitsing werd er naar een ontwerp van Sepp Kaiser een kruisingsstation met twee niveaus gebouwd. De reconstructie begon in mei 1912; tijdens de werkzaamheden bleven de treinen rijden. Het nieuwe station, bestaand uit twee boven elkaar liggende stalen perronhallen, rustend op een veelvoud van stenen viaductbogen, opende op 3 november 1912. Gereed was het toen echter nog allerminst: de bouwwerkzaamheden duurden tot augustus 1913. De treinen van en naar Warschauer Brücke (de huidige U1 en U3) gingen gebruikmaken van het bovenste perron en zouden tot 1926 in Gleisdreieck eindigen. Vanaf de Nollendorfplatz bleef een doorgaande dienst naar het stadscentrum en Prenzlauer Berg (tegenwoordig U2) bestaan via het onderste niveau van het station. Beide niveaus zijn door trappen in het midden van de eilandperrons met elkaar verbonden, zodat er snel overgestapt kan worden.
Ook na de ombouw bleven tot aan het begin van de 21e eeuw verbindingssporen tussen beide lijnen in dienst; de contouren van deze spoorviaducten herinneren nog altijd aan de vorm van de spoordriehoek.

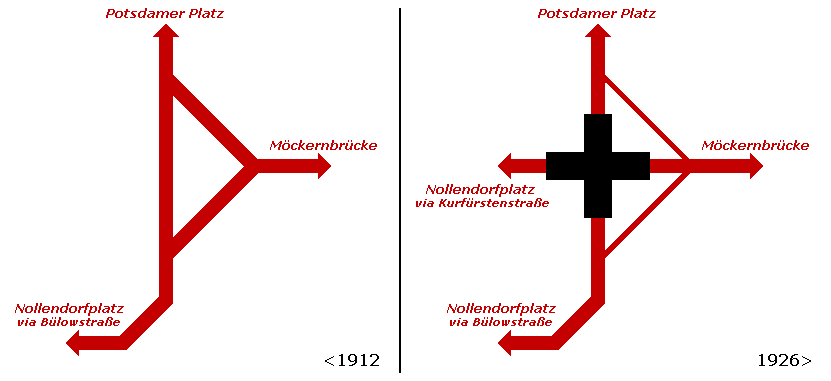
Situatie Gleisdreieck vóór en ná de ombouw

Het nieuwe kruisingsstation kon pas volledig gaan functioneren na de opening van het "ontlastingstracé". Dit tunneltraject verbindt Gleisdreieck met de Nollendorfplatz via de Kurfürstenstraße, parallel aan het viaductracé over de Bülowstraße. Reeds in 1915 werd met de bouw van de tunnel begonnen, maar het werd pas op 24 oktober 1926 geopend. Doorgaand verkeer vanaf Warschauer Brücke naar het westen was voortaan weer mogelijk.
Na de bouw van de Berlijnse Muur werd het spoor van de huidige U2 bij de sectorgrens ten noorden van station Gleisdreieck onderbroken. Aanvankelijk was Gleisdreieck nog het eindstation voor treinen over het viaducttracé door de Bülowstraße, maar in 1972 werd de dienst ingekort tot Wittenbergplatz. Sindsdien stopten er enkel nog treinen aan het bovenste perron. Reizigers waren er nauwelijks nog, aangezien Gleisdreieck vrijwel uitsluitend als overstapstation werd gebruikt. Het onderste niveau bleef na de stillegging van de dienst wel geopend, omdat zich hier de enige uitgang naar de straat bevindt.
In 1984 kreeg het ongebruikte onderste niveau een nieuwe bestemming als eindstation van de M-Bahn, een deels parallel aan de U2 verlopende magneetzweeftrein naar de Kemperplatz. Na de val van de Muur moest de M-Bahn in juli 1991 wijken voor de reconstructie van de lijn die de gescheiden Oost- en West-Berlijnse metronetten weer met elkaar ging verbinden.

### Metrostation
- (de)  Omgevingsplattegrond op de site van stadsvervoerbedrijf BVG (76 KB)
- (de)  Foto's op Untergrundbahn.de: U1 (boven)[dode link], U2 (onder)[dode link]
- (de)  Berliner Hochbahn: Gleisdreieck[dode link] - geschiedenis, technische informatie en foto's
- (de)  Het ontlastingstracé

### Park
- (de)  Berlin-Gleisdreieck.de - site over het te ontwikkelen park
- (de)  Berlin.de: Gleisdreieck - burgerinspraak

Warschauer Straße  · 
(Osthafen) · 
Schlesisches Tor · 
Görlitzer Bahnhof · 
Kottbusser Tor  · 
Prinzenstraße · 
Hallesches Tor  · 
Möckernbrücke  · 
Gleisdreieck  · 
Kurfürstenstraße · 
Nollendorfplatz    · 
Wittenbergplatz   · 
Kurfürstendamm  · 
Uhlandstraße
Pankow  · 
Vinetastraße · 
Schönhauser Allee  · 
Eberswalder Straße · 
Senefelderplatz · 
Rosa-Luxemburg-Platz · 
Alexanderplatz     · 
Klosterstraße · 
Märkisches Museum · 
Spittelmarkt · 
Hausvogteiplatz · 
Stadtmitte  · 
Mohrenstraße · 
Potsdamer Platz   · 
Mendelssohn-Bartholdy-Park · 
Gleisdreieck  · 
Bülowstraße · 
Nollendorfplatz    · 
Wittenbergplatz   · 
Zoologischer Garten    · 
Ernst-Reuter-Platz · 
Deutsche Oper · 
Bismarckstraße  · 
Sophie-Charlotte-Platz · 
Kaiserdamm  · 
Theodor-Heuss-Platz · 
Neu-Westend · 
Olympia-Stadion · 
Ruhleben
Warschauer Straße  · 
(Osthafen) · 
Schlesisches Tor · 
Görlitzer Bahnhof · 
Kottbusser Tor  · 
Prinzenstraße · 
Hallesches Tor  · 
Möckernbrücke  · 
Gleisdreieck  · 
Kurfürstenstraße · 
Nollendorfplatz    · 
Wittenbergplatz   · 
Augsburger Straße · 
(Nürnberger Platz) · 
Spichernstraße  · 
Hohenzollernplatz · 
Fehrbelliner Platz  · 
Heidelberger Platz  · 
Rüdesheimer Platz · 
Breitenbachplatz · 
Podbielskiallee · 
Dahlem-Dorf · 
Freie Universität (Thielplatz) · 
Oskar-Helene-Heim · 
Onkel Toms Hütte · 
Krumme Lanke